# Nathaniel Woodard

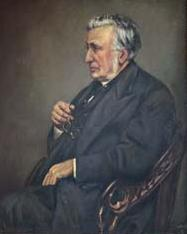
Nathaniel Woodard

Nathaniel Woodard (* 21. März 1811 in  Basildon Hall, Essex; † 25. April 1891) war ein britischer Priester der Kirche von England. Er gründete elf Schulen in England, deren Ziel es war, eine fundierte akademische Ausbildung und Erziehung zu bieten, die auf einem tiefen christlichen Glauben fußte. Seine Ideen werden heute durch die Woodard Corporation vertreten.

## Jugend
Woodard wurde in Basildon Hall in Essex als Sohn eines verarmten Adligen geboren und wurde von seiner frommen und gottesfürchtigen Mutter privat erzogen und ausgebildet. Im Jahre 1834 trat er in das Hertford College in Oxford wo er, unterbrochen durch seine Heirat, bis 1840 Theologie studierte. Aufgrund des starken Einflusses seiner Mutter entwickelte Woodard in früher Jugend zunächst starke Sympathien für den Evangelikalismus. Während seiner Studienzeit näherte er sich jedoch der Oxford-Bewegung an und entwickelte eine anglo-katholische Grundhaltung, die sein ganzes Leben erhielten blieb.

## Laufbahn
Woodards Ordination fand im Jahre 1841 statt. Im Anschluss arbeitete er als Vikar der Kirche St. Bartholomew's in Bethnal Green, ehe er wegen einer kontroversen Predigt zur Kirche St. John's nach Lower Clapton versetzt wurde. Schon während seiner Amtszeit in Bethnal Green gründete Woodard eine Schule für die Kinder sozial benachteiligter Gemeindemitglieder.
Im Jahre 1846 übernahm Woodard das Vikariat der Kirche St. Mary's in Shoreham-by-Sea und wurde hier erneut mit der Armut und mangelnden Bildung großer Teile der Gemeinde konfrontiert. Daher eröffnete er auch hier zunächst eine Tagesschule, ehe er 1848 die St. Nicholas Schule (heute: Lancing College) gründete, in deren Schulkapelle bis heute sein Sarkophag steht. Die Schule wurde ein Jahr später in College of St. Mary and St. Nicholas umbenannt.
Von dieser Zeit an konzentrierte sich Woodard fast ausschließlich auf die Entwicklung seiner Schulprojekte und legte sein Vikariat nieder. Unterstützt wurde er in seinen Bemühungen durch Edward Clarke Lowe, einen Schulleiter an vielen seiner Schulen, der sich aber auch nicht scheute, sich mit Woodard inhaltlich auseinanderzusetzen. So setzte er sich gegen Woodard durch und brachte ihn dazu, ab 1874 auch Frauen an seinen Schulen in Abbots Bromley zuzulassen.
Seinem großen Erfolg bei der Gründung von Bildungseinrichtungen wurde 1870 Rechnung getragen, als die Universität Oxford ihm einen Doktortitel verlieh und er von William Ewart Gladstone zum Domherrn der Manchester Cathedral gemacht wurde. Den Großteil seiner großzügigen Domherrenpfründe nutzte Woodard für den Bau und Ausbau seiner Schulen. Große Bewunderung erhielt er auch dafür, dass er aufgrund seines starken Glaubens keine Zugangsbeschränkungen für Mitglieder anderer Kirchen an seinen Schulen erlaubte.

## Schulgründungen (Auswahl)
- Lancing College (1848)
- Hurstpierpoint College (1849)
- Ardingly College (1858)
- Denstone College (früher St Chad’s – 1868)
- Abbots Bromley School for Girls (früher School of S. Mary and S. Anne – 1874)
- King’s College (Taunton) (1880)
- Ellesmere College (1884)
- Worksop College (früher St. Cuthbert’s College)